# Улица Чапаева (Советск)
Улица Чапаева —  улица в северо-западной части города Советска в историческом районе Шплиттер. Названа в честь героя Гражданской войны Василия Чапаева.

## История
Возникла в 15 веке около замка Шплиттер, что можно перевести с немецкого языка как осколок стекла или заноза. Крепость появилась в то время, когда Орден создавал себе надёжный путь, по которому была бы налажена связь с внешним миром. До середины 30-х годов Шплиттерштрассе была покрыта булыжником. Примерно с 1937 года её расширили, устлали брусчаткой и она приобрела современный вид. По правую сторону улицы, сразу за мельницей, находились пять лесопильных заводов, они образовывали самую большую промышленную часть района.

## Достопримечательности
- Особняк торговца лесом
- Руины зерновой мельницы Брудера (начало 19 века)

## Расположение улицы
Начинается улица от места пересечения с улицей Невского. Заканчивается переходом в поселок Ржевское. Улица движется с востока на запад. Вдоль реки располагается озеро. В районе улицы Чапаева находится большое лесное кладбище с захоронениями русских и немецких солдат времен Первой и Второй мировых войн.

## Пересекает улицы
- Речная
- Гурьевская
- Героев
- Переулок Чапаева

## Транспорт
Маршрут автобусов №1, №6

## Общественно значимые объекты
- Дом ребенка
- Дом престарелых
- Инфекционная больница

## Галерея

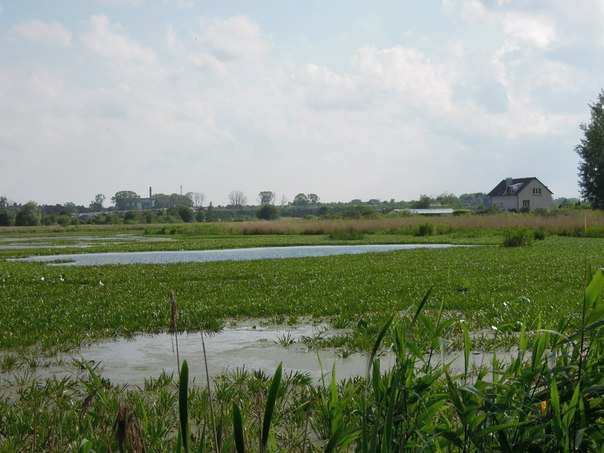
Озеро на улице Чапаева